# Valkyrie II
| Valkyrie II                  | Valkyrie II                                                      | Valkyrie II |
| Technische Daten (Überblick) | Technische Daten (Überblick)                                     |             |
| ---------------------------- | ---------------------------------------------------------------- | ----------- |
| Takelung:                    | Rennkutter                                                       |             |
| Segelklasse:                 | Big-Class (America’s Cup)                                        |             |
| Länge über alles (Lüa):      | 35,84 m                                                          |             |
| Länge (Wasserlinie):         | 26,06 m                                                          |             |
| Breite über alles (Büa):     | 6,80 m                                                           |             |
| Tiefgang:                    | 5,03 m                                                           |             |
| Verdrängung:                 | 140 Tonnen                                                       |             |
| Großmasthöhe:                | 26,31 m                                                          |             |
| Topmasthöhe:                 | 17,98 m                                                          |             |
| Bugspriet:                   | 9,24 m                                                           |             |
| Segelfläche:                 | 932,9 m²                                                         |             |
| Segelmacher:                 | Ratsey & Lapthorn, Cowes                                         |             |
| Motorisierung:               | nicht vorhanden                                                  |             |
| Konstrukteur:                | George Lennox Watson                                             |             |
| Baujahr:                     | 1893                                                             |             |
| Stapellauf:                  | 29. April 1893                                                   |             |
| Werft:                       | D. & W. Henderson & Company, Schottland                          |             |
| Werftstandort:               | Partick on the Clyde                                             |             |
| Eigner:                      | Windham Thomas Wyndham-Quin, 4th Earl of Dunraven and Mount-Earl |             |
| Skipper:                     | William Cranfield                                                |             |
| Flagge:                      | Vereinigtes Königreich                                           |             |
| Nutzung:                     | Regattayacht                                                     |             |
| Clubstander:                 | Royal Yacht Squadron                                             |             |
| Revier:                      | britische Gewässer                                               |             |

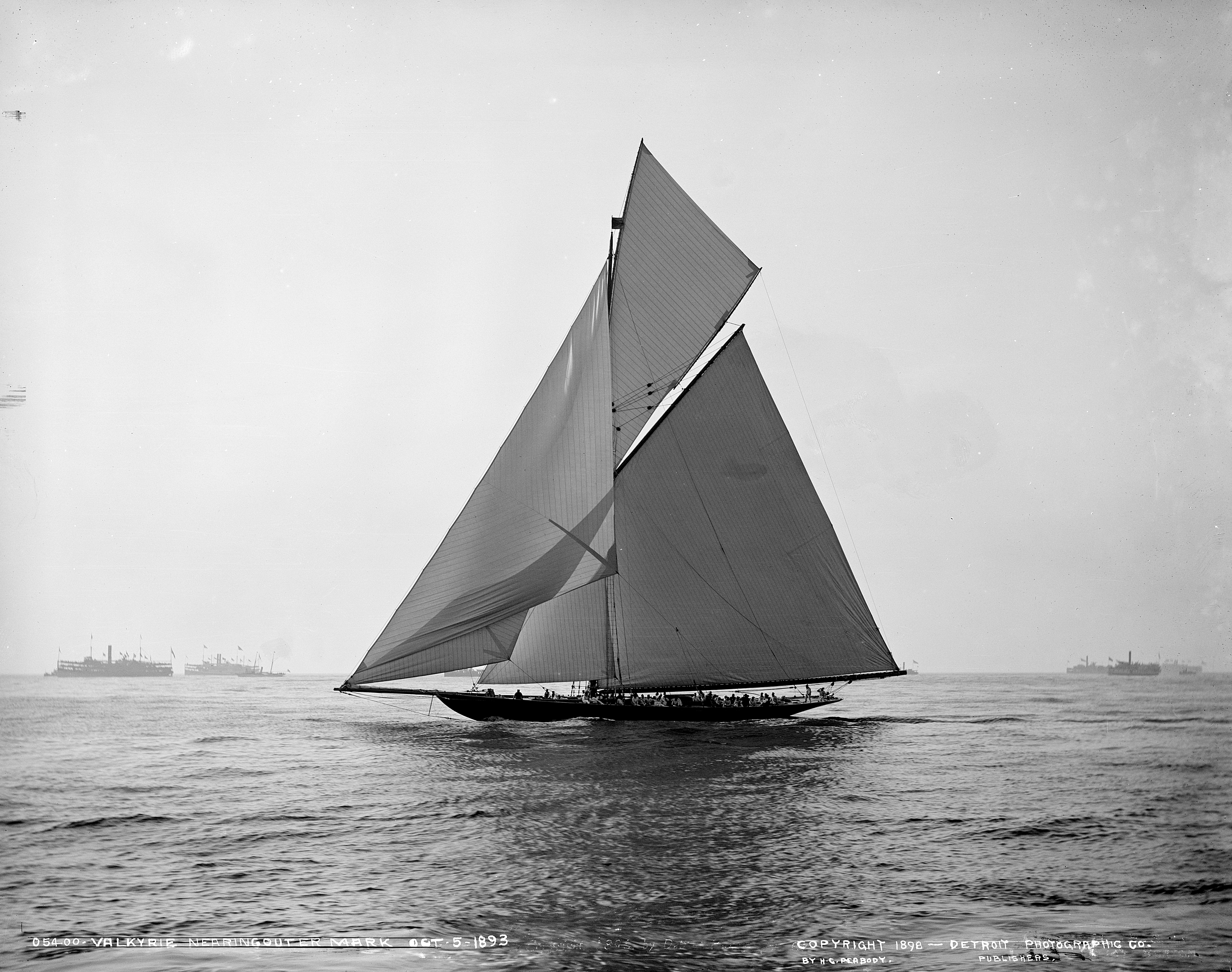
Rennkutter Valkyrie II, 1893

Valkyrie II war die erfolglose britische Herausfordereryacht (englisch challenger) im achten America’s-Cup-Wettbewerb im Jahr 1893 gegen die US-amerikanische Verteidiger-Yacht (englisch defender) Vigilant.
Valkyrie II war ein gaffelgeriggter Rennkutter, entworfen von dem zu seiner Zeit renommierten schottischen Yachtkonstrukteur George Lennox Watson. Sie wurde Seite an Seite mit der neuen Rennyacht HMY Britannia des Fürsten von Wales und späteren König des Vereinigten Königreichs Großbritannien und Irland Edward VII. auf der Werft D. & W. Henderson & Company in Partick on the Clyde am Fluss Clyde in Schottland gebaut. Ihr Eigner war Windham Thomas Wyndham-Quin, 4th Earl of Dunraven and Mount-Earl, Mitglied des königlichen Yachtclubs Royal Yacht Squadron (RYS).
Die Yacht Valkyrie II hatte einen Holzrumpf auf Stahlspanten und ein Deck aus Whitepine (Kiefer). Der Stapellauf erfolgte am 29. April 1893 eine Woche nach der Britannia.
Valkyrie II überquerte den Nordatlantik nach Nordamerika, um im Oktober desselben Jahres als britischer Herausforderer im 8. America’s Cup teilzunehmen. Sie verlor alle drei Wettfahrten der Regatta gegen die von Nathanael Herreshoff entworfene und unter dem Stander des New York Yacht Club segelnde Verteidiger-Yacht Vigilant.
Führungsteam der Valkyrie II während der America’s Cup Wettfahrten:
- Skipper: William Cranfield
- Afterguard (Taktik und Navigation): Kapitän Lemon Cranfield, Kapitän Martin F. Lyon, H. Maitland Kersey, George L. Watson, Lady Rachel Wyndham-Quin, Lady Eileen Wyndham-Quin.

Valkyrie II war nur ein kurzes Yachtleben von gut einem Jahr beschert. Am 5. Juli 1894 kollidierte sie während der Mud-Hook-Regatta auf dem Firth of Clyde mit dem Rennkutter Satanita von A. D. Clarke. Bei dieser Havarie starb ein Besatzungsmitglied. Die Yacht Valkyrie II brach auseinander und sank neun Minuten später.